# Papirbarkløn
Papirbarkløn (Acer griseum), også skrevet Papirbark-Løn, er et lille, løvfældende træ med en slank og kuplet vækst og en afskallende bark.

## Beskrivelse
Stammen er lav og kraftig, mens hovedgrenene er opstigende og bugtede. Barken er først rødbrun til mørkebrun. Senere får den en blank, rødbrun til kanelfarvet overflade, og den bliver afskallende i papirtynde flager (birkeagtigt!). Knopperne er små, modsatte, kegle-/ægformede og spidse. Bladene er trekoblede med uregelmæssige småblade og en kort, håret og rødlig stilk. Oversiden er håret og mørkt grågrøn, mens undersiden er tæt håret og grågrøn. Høstfarven er rød. 
Blomstring og løvspring sker samtidigt, i slutningen af maj. Blomsterne sidder i bundter á 3-5. De enkelte blomster er klokkeformede og gulgrønne. Frugterne er de velkendte, vingede lønnefrø. Hos nogen papirbarkløn er vinklen mellem vingerne meget spids. Ikke stormfast og vindfør. Og har problemer med frugtbarheden på grund af indavl.
Planten handles næsten altid podet på spidsløn. Rodnettet er altså lig denne plantes.
Højde x bredde og årlig tilvækst: 10 x 1 m (40 x 4 cm/år). 

## Voksested
Planten hører hjemme i de blandede løv- og nåleskove på mineralrig bund i det centrale og vestlige Kina. Her optræder den sammen med f.eks. pagodetræ, tibetansk kirsebær, dværgelm, kobberbirk, østsibirisk lærk. Klimaet er kontinentalt med kolde, stormende vintre, pludselige forår og monsunregn om sommeren.